# Раджва аль-Хусейн
Принцесса Раджва аль-Хусейн, в девичестве Раджва Аль-Саиф (родилась 28 апреля 1994, Эр-Рияд, Саудовская Аравия) — жена наследного принца Иордании Хусейна с 2023 года.

## Биография
Раджва Аль-Саиф родилась в Эр-Рияде в 1994 году и стала младшим ребёнком в семье бизнесмена Халеда Аль-Саифа, генерального директора группы компаний «Аль-Саиф», и его жены Аззы Ас-Судайри. Она окончила школу в Саудовской Аравии, а высшее образование получила в США: получила степень бакалавра в архитектурном колледже Сиракузского университета, степень магистра в Институте дизайна и мерчендайзинга моды в Лос-Анджелесе. Некоторое время Раджва работала в архитектурной фирме в Калифорнии.
17 августа 2022 года было официально объявлено о помолвке Раджвы Аль-Саиф с наследником королевского престола Иордании Хусейном. 1 июня 2023 года состоялась свадьба. В тот же день королевским указом Раджве присвоили титул Ее Королевского Высочества принцессы Раджвы Аль-Хусейн. 3 августа 2024 года у пары родилась дочь Иман.